# District de Nanming
Le district de Nanming (南明区 ; pinyin : Nánmíng Qū) est une subdivision administrative de la province du Guizhou en Chine. Il est placé sous la juridiction de la ville-préfecture de Guiyang.